# روبن فوستر (محامي)
روبن فوستر (بالإنجليزية: Reuben Foster)‏ هو محامي أمريكي، ولد في 7 فبراير 1833 في Bethel, Maine ‏ في الولايات المتحدة، وتوفي في 12 أكتوبر 1898.